# Nhĩ Chu Ngạn Bá
Nhĩ Chu Ngạn Bá (chữ Hán: 尒朱彦伯, ? – 532), không rõ tên tự, người Bắc Tú Dung xuyên , dân tộc Yết đã Tiên Ti hóa, thành viên gia tộc Nhĩ Chu, tướng lãnh nhà Bắc Ngụy trong lịch sử Trung Quốc.

## Thân thế
Ngạn Bá là em họ của quyền thần Nhĩ Chu Vinh. Ông nội là Hầu Chân, thời Văn Thành đế làm đến Tịnh, An 2 châu thứ sử, Thủy Xương hầu. Cha là Mãi Trân, thời Tuyên Vũ đế làm đến Vũ vệ tướng quân, Hoa Châu thứ sử.

## Cuộc đời và sự nghiệp
Ngạn Bá từ áo vải được làm Phụng triều thỉnh, dần thăng đến Phụng xa đô úy, làm Phủ trưởng sử cho Nhĩ Chu Vinh.
Nhĩ Chu Vinh bị Hiếu Trang đế sát hại, Nhĩ Chu Triệu bèn lật đổ Hiếu Trang đế, cùng bọn Nhĩ Chu Thế Long lập Nguyên Diệp làm hoàng đế, Ngạn Bá được làm Thị trung. Nhưng bọn Thế Long cho rằng Nguyên Diệp (chút của Thái Vũ đế) là họ hàng xa, nên muốn lập Quảng Lăng vương Nguyên Cung (cháu nội của Hiến Văn đế). Khi ấy Nguyên Cung đang lánh ở Long Hoa phật tự, Ngạn Bá đi lại khuyên nhủ, thúc ép, tỏ ra rất ân cần, khẩn khoản. Nguyên Cung nhận lời lên ngôi, tức là Tiết Mẫn đế (hay Tiền Phế đế). Nhĩ Chu Triệu không được dự vào việc này, rất lấy làm căm giận, sắp đánh bọn Thế Long. Thế Long làm chiếu lệnh cho người Hoa Sơn là Vương Chí được kiêm Thượng thư bộc xạ, Bắc đạo đại sứ đi úy dụ Triệu, nhưng ông ta vẫn không nguôi. Thế Long lại sai Ngạn Bá tự đi dụ Triệu, ông ta mới thôi. Sau khi trở về Ngạn Bá được nhận chức Sứ trì tiết, Phiếu kỵ đại tướng quân, Hữu quang lộc đại phu, Mã trường đại đô đốc, phong Bác Lăng quận Khai quốc công. Sau đó được tiến tước làm vương; rồi thăng Tư đồ. Vào lúc khô hạn, có người khuyên Ngạn Bá cởi chức Tư đồ, ông bèn dâng biểu từ chức, có chiếu nghe theo. Ít lâu sau được nhận chức Nghi đồng tam tư, Thị trung.
Sau khi liên quân họ Nhĩ Chu thất bại trong trận Hàn Lăng (532), Ngạn Bá muốn lãnh binh đồn trú Hà Kiều để lấy thanh thế, Thế Long không nghe. Khi bọn Trương Hoan tập kích Thế Long, Ngạn Bá đang làm việc trong triều. Bọn Trưởng Tôn Trĩ tuyên bố ủng hộ Cao Hoan ở cửa Thần Hổ, Tiết Mẫn đế lệnh Xá nhân Quách Sùng báo cho Ngạn Bá biết. Ngạn Bá tất tả bỏ chạy, nhưng không thoát, cùng Thế Long bị chém ở ngoài cửa Xương Hạp, đầu bị treo trên cây trước cửa nhà Hộc Tư Xuân, sau đó gởi cho Cao Hoan.

## Gia quyến
- Ông nội: Nhĩ Chu Hầu Chân.
- Cha: Nhĩ Chu Mãi Trân.
- Em trai:

1. Nhĩ Chu Trọng Viễn, sử cũ có truyện.
2. Nhĩ Chu Thế Long, sử cũ có truyện.
3. Nhĩ Chu Thế Thừa: Đầu thời Hiếu Trang đế, được làm Ninh sóc tướng quân, Bộ binh hiệu úy, Loan Thành huyện Khai quốc bá. Rồi được đặc trừ chức Phủ quân tướng quân, Kim tử quang lộc đại phu, Tả vệ tướng quân. Sau đó được gia Thị trung, lĩnh Ngự sử trung úy. Thế Thừa tài năng hèn kém, chỉ làm được đến thế. Khi tướng nhà Lương là Trần Khánh Chi hộ tống Bắc Hải vương Nguyên Hạo đến gần, Thế Thừa nhận lệnh giữ cửa quan Hoàn Viên. Thế Long bỏ Hổ Lao mà chạy, Thế Thừa không kịp chạy theo, nên bị Nguyên Hạo bắt được, xử lăng trì. Được tặng Sứ trì tiết, Đô đốc Ký Châu chư quân sự, Phiếu kỵ đại tướng quân, Tư đồ, Ký Châu thứ sử, truy phong Triệu quận công.
4. Nhĩ Chu Bật, tự Phụ Bá: đầu thời Tiết Mẫn đế, được làm Tán kỵ thường thị, Tả vệ tướng quân, phong Triêu Dương huyện Khai quốc bá. Rồi được trừ chức Xa kỵ tướng quân, Tả quang lộc đại phu, Lĩnh tả hữu, cải phong Hà Gian quận công. Sau đó được làm Phiếu kỵ đại tướng quân, Khai phủ nghi đồng tam tư, Thanh Châu thứ sử. Sau trận Hàn Lăng, Bật muốn chạy sang nhà Lương, tập hợp bộ hạ cắt tay ăn thề. Đô đốc Phùng Thiệu Long được Bật tín nhiệm, đề nghị trích máu từ tim mới là đáng tin cậy. Bật tin là thật, bèn triệu tập mọi người, nằm lên giường xếp, lệnh cho Thiệu Long lấy máu. Thiệu Long thừa cơ đâm chết Bật, gởi đầu về kinh sư.

- Con trai: Nhĩ Chu Sưởng, sử cũ có truyện.
- Anh/em họ: Nhĩ Chu Vinh, Nhĩ Chu Độ Luật, sử cũ đều có truyện.
- Cháu họ: Nhĩ Chu Triệu, Nhĩ Chu Thiên Quang, sử cũ đều có truyện.

## Dật sự
Sau khi thuyết phục được Nhĩ Chu Triệu, Ngạn Bá trở về, được Tiết Mẫn đế bày tiệc mừng công ở Hiển Dương điện. Bấy giờ Thị trung Nguyên Tử Cung, Hoàng môn lang Đậu Viện cũng ngồi đấy, Ngạn Bá nói: "Nguyên thị trung gần đây làm đô đốc, cùng thần giằng co ở Hà Nội; vào lúc bấy giờ, cờ trống ngóng nhau, xa cách vời vợi, nào biết có niềm vui hôm nay, cùng phụng sự bệ hạ!" Tử Cung nói: "Khoái Thông nói rằng: chó cắn người dưng. Hôm ấy phụng sự Vĩnh An , mới có hôm nay phụng sự bệ hạ vậy!" Đế nói: "Nguyên thị trung xem như là có tấm lòng bắn móc thắt lưng đấy!"  rồi lệnh 2 người thật say mới thôi.
Ngay trước khi bọn Hộc Tư Xuân phản bội họ Nhĩ Chu, trong thành Lạc Dương có lời đồng dao rằng: "Cuối tháng 3, đầu tháng 4, thổi tro sàng đất tìm chân châu." Lại có câu: "Đầu rời cổ, chân nằm ngang, chạy lên cây, chẳng đợi thang." Quả nhiên ứng nghiệm.

## Đánh giá
Ngạn Bá truyện chép: Ngạn Bá tính hòa hậu,... trong các anh em, (là người) không có lỗi lầm gì! Trọng Viễn truyện chép: ...Ngạn Bá, Thế Long vô lễ nhất.